# Selene vomer
Espèce
Statut de conservation UICN

 LC  : Préoccupation mineure
Selene vomer, le musso panache, est une espèce de poissons de la famille des Carangidae.